# 前田利平
前田 利平（まえだ としひら）は、加賀大聖寺藩の第11代藩主。

## 生涯
文政6年（1823年）12月22日、第9代藩主・前田利之の六男として大聖寺で生まれる。天保9年（1838年）、異母兄で第10代藩主の利極が死去したため、その養子として跡を継ぐ。財政悪化により、倹約を強化し、さらに10万石の格式を元の7万石に戻して歳出を抑え、維持費のかかる居館の処分などを図ったが、いずれも本家加賀藩が反対したために失敗している。また、文治の奨励も行なった。
嘉永2年（1849年）7月7日、大聖寺で死去した。享年27。跡を本家からの養子の利義が継いだ。

## 系譜
父母
- 前田利之（実父）
- 蓮静院 ー 小原氏益の娘、側室（実母）
- 前田利極（養父）

正室
- 井上正春の娘

側室
- 竹内氏

子女
- 前田鋼吉郎（長男）生母は竹内氏（側室）
- 前田哲二郎 ー 奇峯院（次男）生母は竹内氏（側室）
- 娘、生母は竹内氏（側室）

養子
- 前田利義 ー 前田斉泰の三男